# Coelorinchus bollonsi
Coelorinchus bollonsi is een straalvinnige vissensoort uit de familie van rattenstaarten (Macrouridae). De wetenschappelijke naam van de soort is voor het eerst geldig gepubliceerd in 1980 door McCann & McKnight.